# Popi Maliotaki

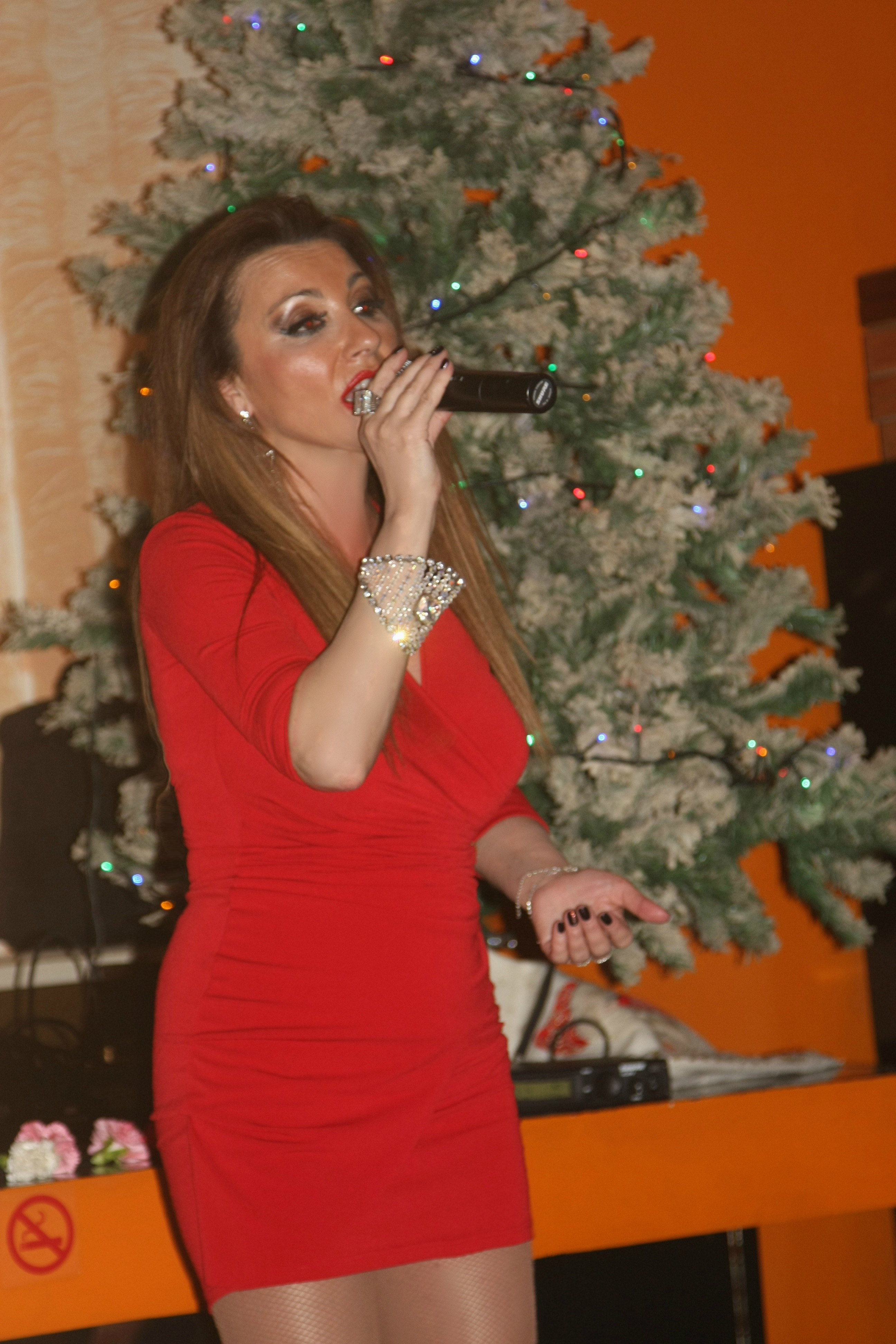
Maliotaki bei einem Live-Auftritt 2015

Popi Maliotaki (griechisch: Πόπη Μαλλιωτάκη) (* 16. Oktober 1971 in Ierapetra auf Kreta) ist eine griechische Sängerin.

## Leben
Maliotaki wuchs in Ierapetra auf. Sie begann ihre Karriere in sehr jungem Alter und hat mit vielen bekannten Sängern gearbeitet. Im Jahr 2005 veröffentlichten sie ihr Debütalbum Aparetiti agapi mou im Folk-Pop-Stil. Das Album erreichte den 13. Platz im Musikkatalog AEPI. 2007 wurde ihr für ihr zweites Album Alli mia fora eine goldene Schallplatte verliehen. 2008 war sie in zwei Episoden der Fernsehserie Ola 7even und in einer Folge von TV tiglon zu sehen. In Griechenland wurden Guthabenkarten für Mobiltelefone mit ihrem Bild herausgegeben. Insgesamt hat sie drei Alben und mehrere Singles veröffentlicht. Nach dem Erfolg ihres letzten Albums, moderierte sie zusammen mit Katerina Lascaris eine Internet-Fernsehserie. Im Dezember 2008 ermordete sie ihren Mann den Unternehmer Babis Lazaridis, darüber wurde von den Medien in Griechenland umfangreich berichtet.
Maliotaki war zweimal verheiratet und ist Mutter einer Tochter und eines Sohnes.

## Diskografie

### Alben
- 2005: Απαραίτητη Αγάπη Μου (Aparetiti agapi mou; Alpha Records)
- 2006: Άλλη μια φορά (Alli mia fora; Alpha Records)
- 2008: Ποπάρα (Popara; Alpha Records)

### Singles
- 2013: Τα ξαναλέμε (Ta xanaleme; Lobby Music)
- 2014: Τα θέλω μου (Ta thelo mou; Music Liberty)
- 2015: Η επιτυχία (I epityhia; Music Liberty)
- 2016: Έκανες τη διαφορά (Ekanes ti diafora; Music Liberty)
- 2016: Αν μ' αγαπάς (An m' agapas; E&E Music Production)
- 2018: Δε χωρίζουν οι καρδιές μας (De horizoun oi kardies mas; Heaven Music)
- 2019: Θέμα επαφής (Thema Epafis; Heaven Music)
- 2020: Το κλειδί του φεγγαριού (To Klidi Tou Feggariou; Heaven Music)
- 2021: Αργά ή γρήγορα (Arga I Grigora; Heaven Music)